# 髙須啓睦
髙須 啓睦（たかす あきほ、1994年12月4日 - ）は、スペースクラフト所属のフリーアナウンサー。

## 来歴・人物
静岡県御前崎市出身。身長164cm。
名古屋学院大学スポーツ健康学部を卒業後、2017年4月より地元テレビ局・御前崎ケーブルテレビでアナウンサーとして2018年2月まで勤務した。
同年4月よりNHK松山放送局に契約キャスターとして移籍。平日夕方の地域情報番組『ひめポン!』のキャスター・リポーターを担当した。
2020年3月に同局を退局し、同年4月より2023年3月までニチエンプロダクションに所属。
2023年4月にスペースクラフトに移籍している。
趣味はスポーツ観戦と陸上競技（100mハードルで元静岡県代表だった）。

## 担当番組

### 過去
御前崎ケーブルテレビ
- まおまおチャンネルニュース - メインキャスター、リポーター（2017年4月～2018年2月）[2]
- ゆうゆうタイム - 情報発信コーナー担当（2017年9月～2018年2月1日）[2]

NHK松山放送局
- ひめポン! - リポーター、キャスター（2018年4月～2020年3月）[2]
- 第30回日本パラ陸上競技選手権 - インタビュアー（2019年6月）[2]
- 全国高等学校野球選手権愛媛大会 - リポーター、インタビュアー（2018、2019年）[2]

ニチエンプロダクション
- 高校野球ダイジェスト（テレビ埼玉） - MC（2020年8月8日 - 8月23日）[7]
- Netflix映画「ボクたちはみんな大人になれなかった」(声の出演)[8]
- 三豊ドリームカーフェスタ（MC、2022年11月13日）[9]
- ONE TOKYO GUINNESS WORLD RECORDS™ Challenge for Fastest 100 km in relay（MC）[10]